# أميرة ويلز
أميرة ويلز (بالويلزية: Tywysoges Cymru)‏ هو لقب فخري حملته أولاً زوجة أمير ويلز الأصلي. منذ القرن الرابع عشر، تم استخدامه من قبل زوجة ولي العهد للعرش الإنجليزي وبعد ذلك العرش البريطاني. حاملة اللقب الحالي هي كاثرين، زوجة وليام أمير ويلز.

## أميرات ويلز من أصل ويلزي

### الأصل
ظهر الاستخدام المحلي للقب «أمير ويلز» بشكل متكرر بحلول القرن الحادي عشر كشكل حديث للملكية القديمة العالية للبريطانيين. كان الويلزيون في الأصل هم الملوك الكبار للبريطانيين. لكن الادعاء بأنهم الملوك الساميون لبريطانيا الرومانية المتأخرة لم يَعُدْ واقعيًا بعد وفاة كادوالادر عام 664م. كان كادوالادر مرتبطًا أيضاً ارتباطًا وثيقًا برمز التنين الأحمر الويلزي.  ينحدر أمراء العصور الوسطى إلى حد كبير من غرب ويلز، وخاصة جوينيد. وقد تمتَّعوا بقوة كبيرة جداً مما سمح لهم بالمطالبة بالسلطة خارج حدود ممالكهم.

### التاريخ
إليانور دي مونتفورت هي الزوجة الوحيدة للأمير الويلزي التي ثبت بشكل قاطع أنها استخدمت اللقب. وهي العروس الإنجليزية لليويلين أب غروفيد، آخر أمير وطني من ويلز. توفِّيت إليانور دي مونتفورت بعد فترة وجيزة من ولادتها لطفلتها الوحيدة جوينليان، التي أُخِذت أسيرة رغم أنها رضيعة بعد وفاة جَدِّها والد أمها. جوينليان هي الأميرة الويلزية الوطنية الوحيدة التي وُصِفَت بأنها أميرة ويلز. قام إدوارد الأول على رعايتها وتنشأتها في دير سيمبرينغهام (Sempringham Priory) في لينكولنشاير بعيدًا عن أي مكان يمكن أن يجدها فيه أيُّ مُتمرِّد ويلزي، وقام بمناشدة البابا في روما بزيادة تمويله للدَّير، وذلك في ما نصُّه: «... هنا تعيش أميرة ويلز التي يجب أن نُحافظ على حياتها».

### قائمة
| صورة   | الاسم                    | الولادة    | الزوج             | الموت         | ملاحظات                                                                |
| ------ | ------------------------ | ---------- | ----------------- | ------------- | ---------------------------------------------------------------------- |
| </img> | جوان، سيدة ويلز          | 1191       | ليولين العظيم     | 2 فبراير 1237 | تم اقتراحها كأميرة لويلز                                               |
|        | إيزابيلا من براوز        | 1222       | ديفيد ابن ليولين  | 1248          | تم اقتراحها كأميرة لويلز                                               |
| </img> | إليانور من مونتفورت      | 1252       | ليولين ابن غروفيد | 19 يونيو 1282 |                                                                        |
| </img> | إليزابيث فيريرز          | 1250       | دافيد ابن غروفيد  | 1300          | تم اقتراحها كأميرة لويلز                                               |
| </img> | جوينليان ويلز            | يونيو 1282 |                   | 7 يونيو 1337  | ابنة ليولين ابن غروفيد. سُجِنَت في دير من قبل إدوارد الأول ملك إنجلترا.   |
|        | مارجريت هانمر            | 1370       | أوين جليندور      | 1420          | نُسِبَت في وقت لاحق.                                                      |
| </img> | كاترين فيرش أوين غليندور |            | ادموند مورتيمر    | 1413          | ابنة أوين جليندور. اختطفها هنري الرابع ملك إنجلترا وسَجَنَها في برج لندن. |

## زوجة ولي العهد
على الرغم من عدم منح ملكة المستقبل ماري الأولى لقب الملكة، إلا أنها وفي شبابها حظيت بالعديد من الامتيازات من قبل والدها الملك هنري الثامن، الذي منحها العديد من الحقوق والممتلكات والتي تُعطى تقليدياً لأمير ويلز. بالإضافة إلى منحها شرف استخدام الختم الرسمي لمراسلات ويلز. كان لطالما يُشار إلى ماري الأولى في طفولتها باسم «أميرة ويلز» كونها هي الوريث الشرعي الوحيد لوالدها، على الرغم من أن والدها هنري الثامن لم يُربِّها أبداً بشكل رسميٍّ على ذلك. على سبيل المثال، كَرَّس الباحث الإسباني خوان لويس فيفيس كتابه (موكب الروح) أو (Satellitium Animi) لـ "Dominæ Mariæ Cambriæ Principi، Henrici Octavi Angliæ Regis Filiæ ".
اقتُرِحَت الأميرة إليزابيث كأميرة على ويلز في عيد ميلادها الثامن عشر من قبل السياسين الويلزيِّين، لكن الملك جورج السادس رفض الفكرة، لأنه لم يكن يَرَ هذا اللقب يليق بغير زوجة أمير ويلز كونه هو الوريث الشرعي للعرش.
كاميلا، زوجة تشارلز الثالث الثانية، تُوِّجت أميرةً على ويلز من العام 2005 إلى العام 2022، لكنَّها لم تستخدم لقب الإمارة كونه مُنِحَ في بادئ الأمر وفي العرف الشعبي لِزوجة زوجها الأولى الليدي ديانا سبنسر.

### قائمة
| الشخص  | الاسم                         | الولادة        | الزواج                                 | حمل لقب أميرة ويلز                     | الزوج                    | تغييرات طارئة                                                           | الموت          |
| ------ | ----------------------------- | -------------- | -------------------------------------- | -------------------------------------- | ------------------------ | ----------------------------------------------------------------------- | -------------- |
| </img> | جوان من كنت                   | 19 سبتمبر 1328 | 10 أكتوبر 1361                         | 10 أكتوبر 1361                         | إدوارد الأمير الأسود     | 7 يونيو 1376 (وفاة الزوج)                                               | 7 أغسطس 1385   |
| </img> | آن نيفيل                      | 11 يونيو 1456  | 13 ديسمبر 1470                         | 13 ديسمبر 1470                         | إدوارد من وستمنستر       | 4 مايو 1471 (وفاة الزوج)                                                | 16 مارس 1485   |
| </img> | كاثرين أراغون                 | 16 ديسمبر 1485 | 19 مايو 1499 (بالوكالة) 14 نوفمبر 1501 | 19 مايو 1499 (بالوكالة) 14 نوفمبر 1501 | آرثر تيودور              | 2 أبريل 1502 (وفاة الزوج)                                               | 7 يناير 1536   |
| </img> | كارولين براندنبورغ أنسباخ     | 1 مارس 1683    | 22 أغسطس 1705                          | 27 سبتمبر 1714                         | جورج أوغسطس              | 11 يونيو 1727 (تولي الزوج دور جورج الثاني)                              | 20 نوفمبر 1737 |
| </img> | أوغستا من ساكس-جوتا-ألتنبرج   | 30 نوفمبر 1719 | 17 أبريل 1736                          | 17 أبريل 1736                          | فريدريك لويس             | 31 مارس 1751 (وفاة الزوج)                                               | 8 فبراير 1772  |
| </img> | كارولين من برونزويك فولفنبوتل | 17 مايو 1768   | 8 أبريل 1795                           | 8 أبريل 1795                           | جورج أوغسطس فريدريك      | 29 يناير 1820 (تولي الزوج دور جورج الرابع)                              | 7 أغسطس 1821   |
| </img> | الكسندرا الدنمارك             | 1 ديسمبر 1844  | 10 مارس 1863                           | 10 مارس 1863                           | ألبرت إدوارد             | 22 يناير 1901 (تولي الزوج دور إدوارد السابع)                            | 20 نوفمبر 1925 |
| </img> | ماري تيك                      | 26 مايو 1867   | 6 يوليو 1893                           | 9 نوفمبر 1901                          | جورج فريدريك إرنست ألبرت | 6 مايو 1910 (تولي الزوج دور جورج الخامس)                                | 24 مارس 1953   |
| </img> | ديانا سبنسر                   | 1 يوليو 1961   | 29 يوليو 1981                          | 29 يوليو 1981                          | تشارلز فيليب آرثر جورج   | 28 أغسطس 1996 (مطلقة) ثم بعنوان ديانا، أميرة ويلز                       | 31 أغسطس 1997  |
| </img> | كاميلا شاند                   | 17 يوليو 1947  | 9 أبريل 2005                           | 9 أبريل 2005                           | تشارلز فيليب آرثر جورج   | 8 سبتمبر 2022 المعروفة باسم دوقة كورنوال (تولي الزوج لقب تشارلز الثالث) | على قيد الحياة |
| </img> | كاثرين ميدلتون                | 9 يناير 1982   | 29 أبريل 2011                          | 9 سبتمبر 2022                          | وليام آرثر فيليب لويس    | تشغل منصب الملكة القادمة مع وقف التنفيذ                                 | على قيد الحياة |

## فهرس
- أميرات ويلز بواسطة ديبورا فيشر. مطبعة جامعة ويلز، 2005.
- تيستيولايث غارث سيلين واي تراثود 1998ISSN 0969-8930

## اقرأ المزيد
- Fryer، M.؛ Mary Beacock Fryer؛ Arthur Bousfield؛ Garry Toffoli (1983). Lives of the Princesses of Wales. Toronto: Dundern Press Limited. ISBN:978-0-919670-69-3.

قالب:Princesses of Wales
قالب:British royal titles